# Bittacus
Bittacus  (лат.) — род скорпионниц из семейства Bittacidae, внешне сходных с комарами-долгоножками, однако, в отличие от последних обладающих 4 крыльями. Более 100 видов (в Палеарктике — 25). Встречаются повсеместно, кроме Австралии. Длина 1—2 см. Коричневого цвета (от тёмного до почти жёлтого). Тело тонкое. Усики и ноги длинные (лапки хватательные с одним коготком), крылья полупрозрачные с желтоватым оттенком (иногда с темными перевязями). Питаются насекомыми и пауками, которых подкарауливают в траве или на кустарниках, ловя их передними ногами, как богомолы. Личинки в почве или в подстилке, сапрофаги.

## Систематика
Более 100 видов. Для СССР указывалось 5 видов. Видовой состав мировой фауны: B. aequalis — B. africanus — B. alexanderi — B. alluaudi — B. andinus — B. angrensis — B. annae — B. aripuanaensis — B. armatus — B. banksi — B. berlandi — B. bicornis — B. bifurcatus — B. boraceiensis — B. boranicus — B. brasiliensis — B. brunipennis — B. brunneus — B. bullatus — B. burgeoni — B. byersi — B. capensis — B. caprai — B. carpenteri — B. chevalieri — B. chilensis — B. chlorostigma — B. chujoi — B. cirratus — B. coheri — B. contumax — B. coreanus — B. cottrelli — B. diaoluoshanus — B. discors — B. disternum — B. diversinervis — B. elisabethae — B. eremus — B. erythrostigma — B. femoralis — B. flavescens — B. formosanus — B. fritzi — B. froehlichi — B. fumosus — B. geniculatus — B. golbachi — B. gressitti — B. hageni — B. hainanicus — B. henryi — B. homburgerae — B. indicus — B. insularis — B. issikii — B. italicus — B. kagoshimaensis — B. kimminsi — B. kunenensis — B. lachlani — B. laevipes — B. latipennis — B. latreillei — B. leptocaudus — B. leptocercus — B. lineatus — B. livingstonei — B. maculatus — B. maculosus — B. malaisei — B. marginatus — B. mastrillii — B. mexicanus — B. milleri — B. monastyrskiyi — B. montanus — B. moschinus — B. nebulosus — B. nipponicus — B. nodosus — B. occidentis — B. omega — B. oreinus — B. panamensis — B. peninsularis — B. peringueyi — B. peterseni — B. pieli — B. pignatellii — B. pilicornis — B. pinguipalpi — B. pintoi — B. planus — B. pobeguini — B. pollex — B. punctiger — B. rossi — B. saigusai — B. schoutedeni — B. selysi — B. sinensis — B. sinicus — B. sjostedti — B. smithersi — B. sobrinus — B. sonani — B. spatulatus — B. stanleyi — B. stigmaterus — B. striatus — B. strigosus — B. sylvaticus — B. takaoensis — B. tarsalis — B. testaceus — B. texanus — B. tienmushana — B. tjederi — B. triangularis — B. tuxeni — B. ussuriensis — B. vexilliferus — B. vumbanus — B. wahlbergi — B. walkeri — B. weelei — B. willmanni — B. zambezinus — B. zelichi — B. zulu.